# Cessna O-1 Bird Dog
Cessna L-19/O-1 Bird Dog là một loại máy bay thám sát và liên lạc.

## Thiết kế và phục vụ
Quân đội Hoa Kỳ đang tìm kiếm một chiếc máy bay có thể điều chỉnh hỏa lực pháo binh, cũng như thực hiện nhiệm vụ liên lạc, và tốt nhất là được chế tạo bằng tất cả kim loại, vì máy bay liên lạc phủ vải được sử dụng trong Thế chiến II (chủ yếu là các sản phẩm Stinson và Piper) có thời gian phục vụ ngắn. Sau khi đặc điểm kỹ thuật cho một máy bay liên lạc và quan sát hai chỗ ngồi được ban hành, Công ty Máy bay Cessna đã đệ trình Cessna Model 305A, một sự phát triển của Cessna 170. Cessna 305A là một máy bay một động cơ, nhẹ, có thanh chống, cánh cao với bánh đáp bánh sau. Sự khác biệt lớn nhất so với Cessna 170 là 305A chỉ có hai chỗ ngồi, trong cấu hình song song (máy bay hai chỗ ngồi lớn nhất cessna từng được sản xuất), với cửa sổ bên góc để cải thiện quan sát mặt đất. Những khác biệt khác bao gồm thân sau được thiết kế lại, cung cấp một cái nhìn trực tiếp về phía sau (một tính năng sau này được gọi là "Omni-View", được chuyển sang máy bay một động cơ Cessna sau năm 1964), và các tấm trong suốt ở phần trung tâm của cánh trên buồng lái (tương tự như những gì được tìm thấy trên Cessna 140 và mô hình Cessna 150 Aerobat sau này), cho phép phi công nhìn trực tiếp trên đầu. Một cánh cửa rộng hơn đã được trang bị để cho phép một cánh được nạp nhiên liệu

## Biến thể

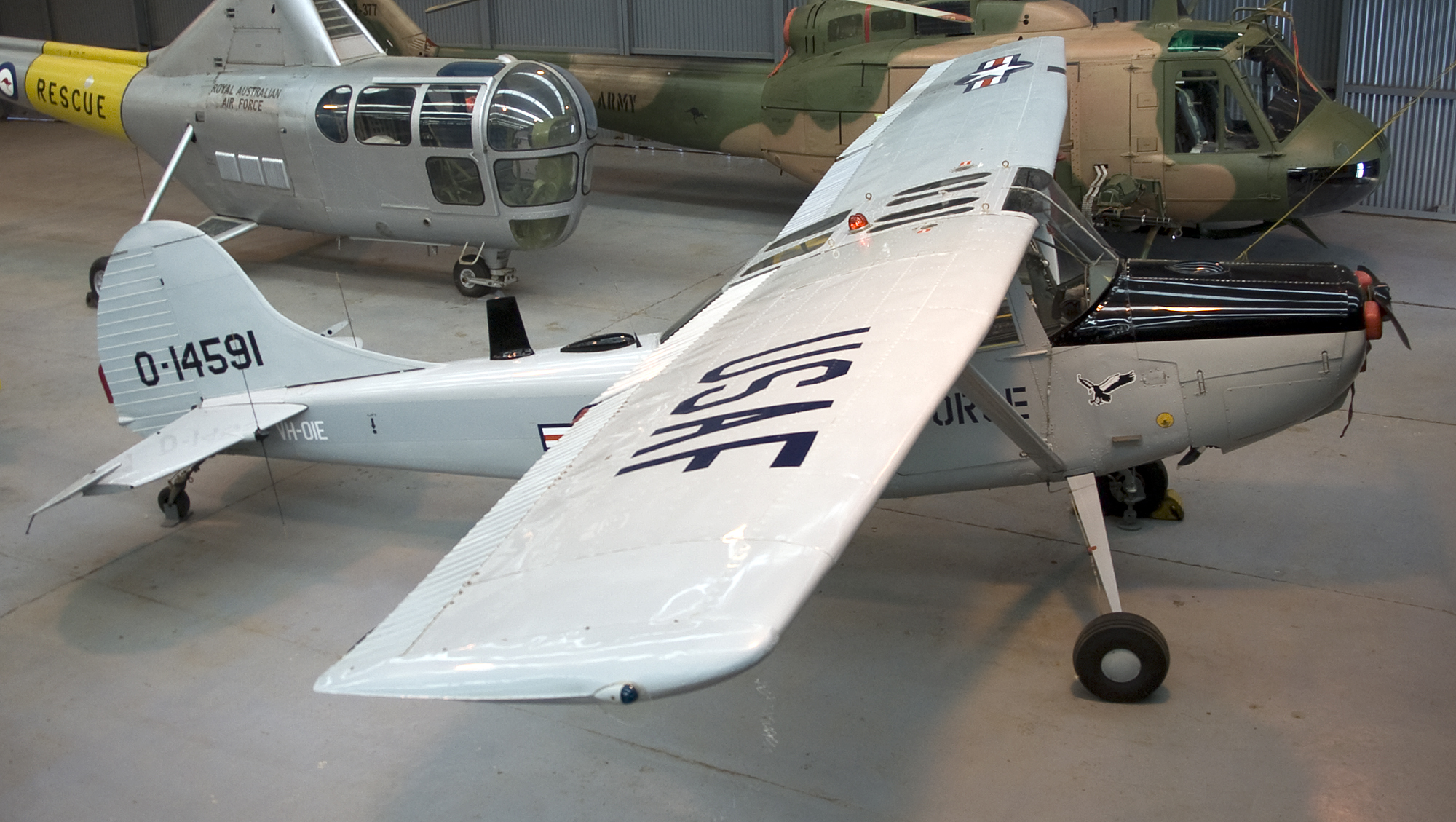
O-1F thuộc không quân Hoa Kỳ trưng bày tại bảo tàng RAAF

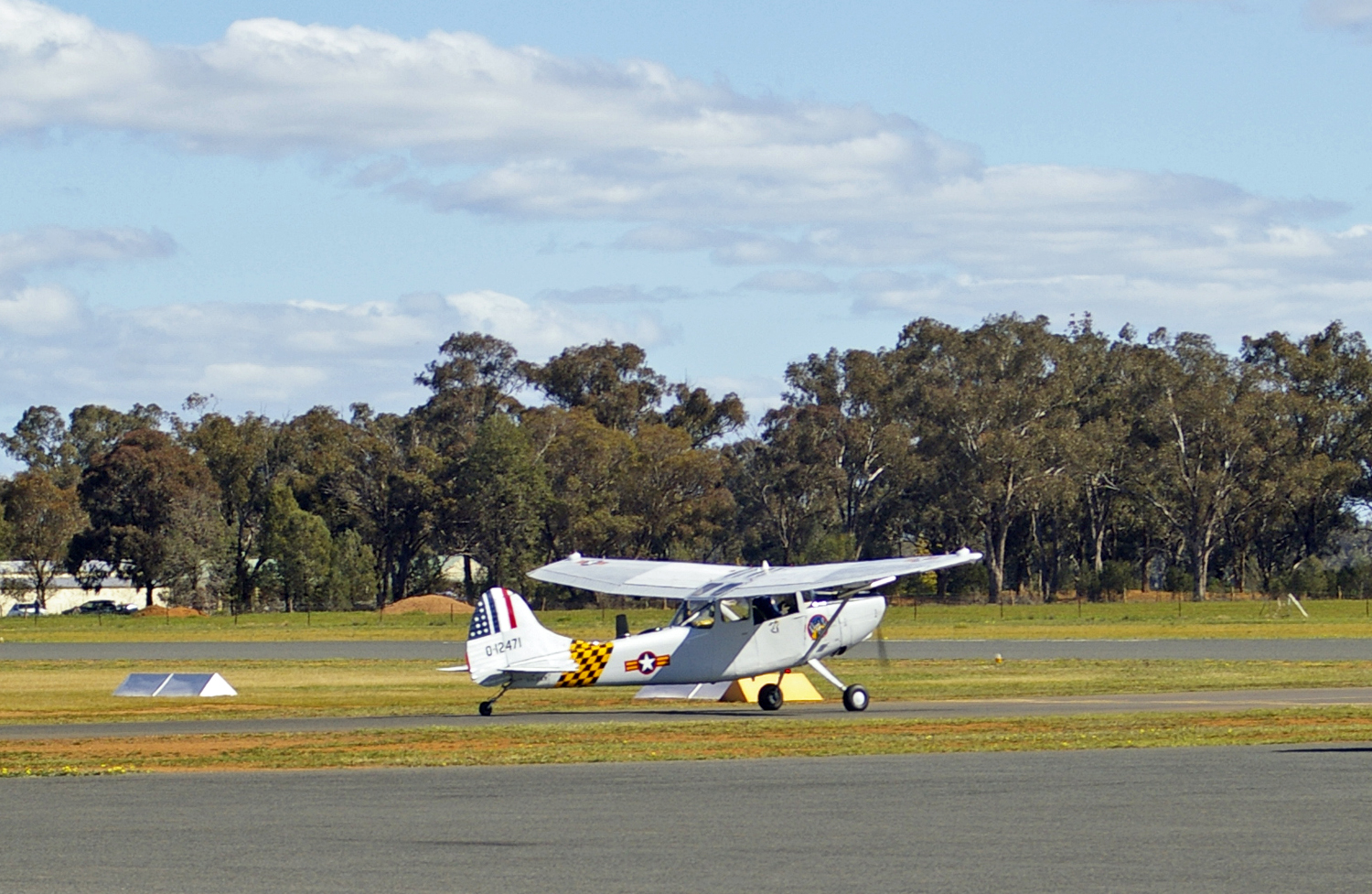
O-1G Bird Dog (305D)

L-19A (Cessna 305A)
TL-19A
XL-19B
XL-19C
TL-19D (Cessna 305B)
L-19E (Cessna 305C)
OE-1
OE-2 (Cessna 321)
O-1A
TO-1A
O-1B
O-1C
O-1D
TO-1D
O-1E
O-1F (Cessna 305E)
O-1G (Cessna 305D)
CO-119
SIAI-Marchetti SM.1019
Cessna 325

## Quốc gia sử dụng
Úc
- Lục quân Úc

 Áo
- Không quân Áo

 Campuchia
- Không quân Nhà nước Khmer

 Canada
- Không quân Hoàng gia Canada
- Lục quân Canada
- Trường không quân Hoàng gia Canada

 Chile
- Không quân Chile

 Pháp
- Lục quân Pháp

 Indonesia
- Lục quân Indonesia

 Ý
- Lục quân Ý

 Nhật Bản
- Lực lượng phòng vệ mặt đất Nhật Bản

- Không quân Hoàng gia Lào

 Lào
- Không quân Quân Giải phóng Nhân dân Lào

 Malta
- Liên đoàn Malta

 Na Uy
- Không quân Hoàng gia Na Uy

 Pakistan
- Lục quân Pakistan

 Philippines
- Không quân Philippine
- Hải quân Philippine
- Lục quân Philippine

 Hàn Quốc
- Không quân Hàn Quốc

 South Vietnam
- Không lực Việt Nam Cộng hòa

 Tây Ban Nha
- Không quân Tây Ban Nha

 Ả Rập Xê Út
- Không quân Saudi

 Đài Loan
- Lục quân Cộng hòa Trung Hoa
- Thủy quân lục chiến Cộng hòa Trung Hoa

 Thái Lan
- Không quân Hoàng gia Thái Lan
- Lục quân Hoàng gia Thái Lan
- Hải quân Hoàng gia Thái Lan

 Hoa Kỳ
- Tuần tra Hàng không Dân sự
- Không quân Hoa Kỳ
- Lục quân Hoa Kỳ
- Thủy quân Lục chiến Hoa Kỳ

 Việt Nam
- Không quân Nhân dân Việt Nam (chiến lợi phẩm)

## Tính năng kỹ chiến thuật (O-1E)

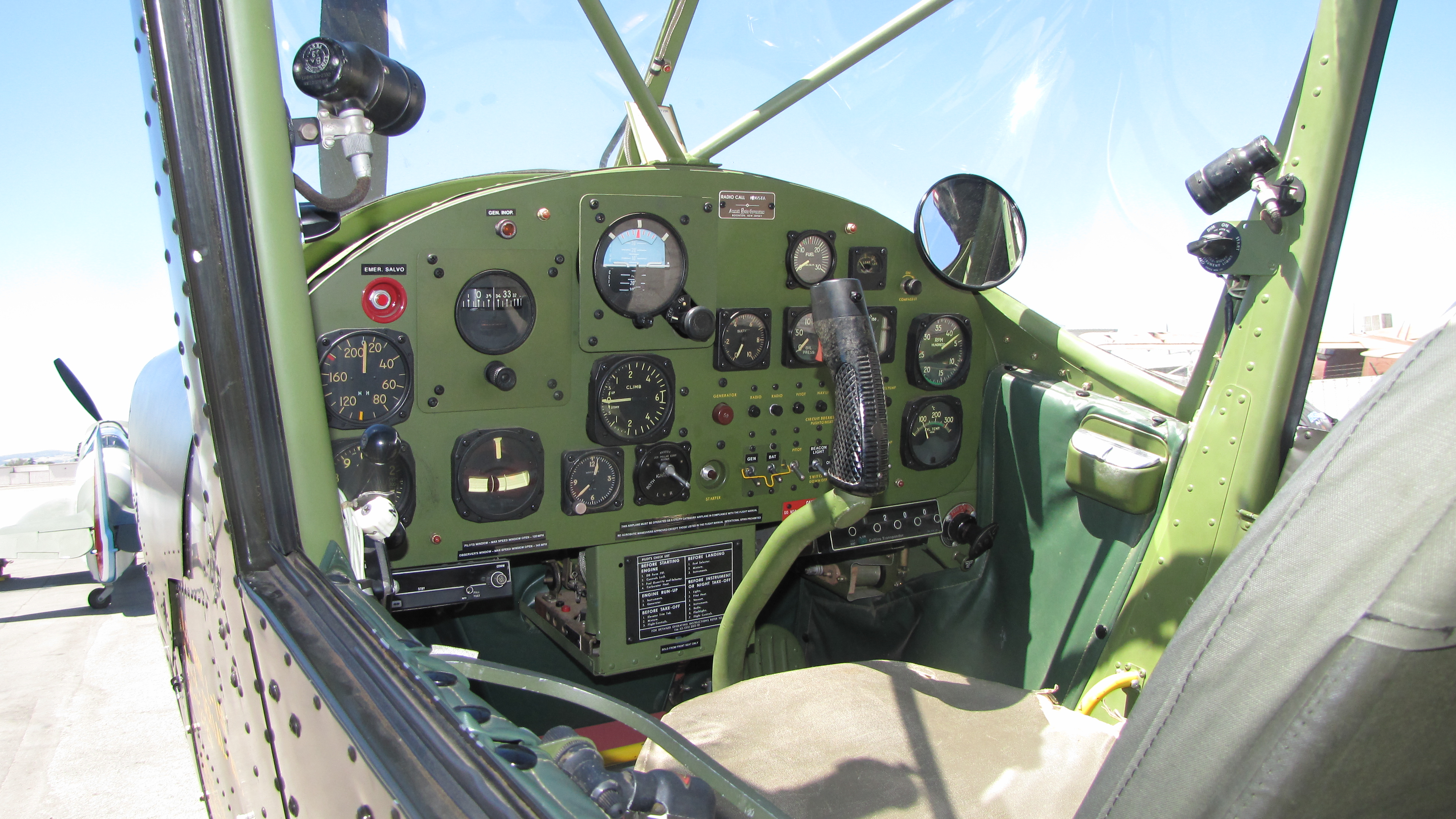
Bảng thiết bị của O-1

Đặc điểm tổng quát
- Kíp lái: 2
- Chiều dài: 25 ft 9 in (7,85 m)
- Sải cánh: 36 ft 0 in (10,97 m)
- Chiều cao: 7ft 3½ in (2,22 m)
- Diện tích cánh: 174 ft² (16,16 m²)
- Trọng lượng rỗng: 1.614 lb (732 kg)
- Trọng lượng cất cánh tối đa: 2.400 lb (1089 kg)
- Động cơ: 1 × Continental O-470-11, 213 hp (159 kw)

 Hiệu suất bay 
- Vận tốc cực đại: 130 mph (209 km/h)
- Tầm bay: 530 dặm (853 km)
- Trần bay: 20.300 ft (6.200 m)
- Vận tốc lên cao: 1.040 ft/phút (317 m/phút)